# الدوري البرتغالي الدرجة الثانية 1991–92
الدوري البرتغالي الدرجة الثانية 1991–92 هو موسم من الدوري البرتغالي الدرجة الثانية. فاز فيه كامبومايورنسي ‏.